# Misumenops bubulcus
Misumenops bubulcus är en spindelart som beskrevs av Theodore W. Suman 1970. Misumenops bubulcus ingår i släktet Misumenops och familjen krabbspindlar.
Artens utbredningsområde är Puerto Rico. Inga underarter finns listade i Catalogue of Life.